# Julian Perretta
Pour les articles homonymes, voir Perretta.
Julian Perretta, de son nom complet Julian Remo Perretta est né le 13 janvier 1989. Il est notamment connu pour avoir interprété Wonder Why en 2010, et Miracle en 2016. Miracle est devenu No 1 dans plus de 25 pays du monde. Comme auteur-compositeur, il a également écrit et composé pour Clean Bandit, Kygo, Jessie J, Taio Cruz et Ellie Goulding, notamment.
En 2022, le producteur allemand Southstar a présenté la voix de Perretta sur le single Miss You.
En 2023, Perretta a collaboré avec Purple Disco Machine et Kungs sur le single « Substitution ». Le single devient la chanson la plus jouée sur les radios européennes depuis plus de 14 semaines.

## Biographie
Julian Remo Perretta est né à Londres d'un père italien et d'une mère irlandaise, respectivement chanteur et guitariste de blues. Il arrêta ses études à l’université pour commencer à chanter.

## Carrière musicale
En mai 2008, il rejoint le producteur Mark Ronson sur une tournée européenne, chantant le hit des Smiths, Stop Me. Suivi des médias et de la presse, il annonce sa première tournée américaine en août 2009, jouant à Portland, San Francisco, San Diego et Los Angeles. Beyoncé propose à Julian Perretta, en novembre 2009, d'être l'invité spécial de sa troisième tournée internationale I Am… Tour.
Perretta a commencé à écrire des chansons pour des artistes après la signature à la Universal Publishing à Los Angeles. Jessie J, Cee Lo Green et Taio Cruz ont tous enregistré des chansons écrites par Perretta.
En 2011, le single Wonder Why est entré dans le top 3 à travers l'Europe et le Royaume-Uni, vente de plus d'un million d'exemplaires numériques en novembre 2011 et l'album Stitch Me Up est paru le 27 septembre 2011. Il revendique le groupe Jamiroquai parmi ses influences musicales, et a collaboré avec deux de ses anciens membres.
En 2011, il entreprend sa tournée européenne avec des dates en Angleterre, France, Italie, Autriche, Allemagne, Suisse et autres.
En 2013, Perretta fait une pause dans ses enregistrements de matériel solo pour se concentrer sur l'écriture de chansons et la production pour d'autres artistes, retardant un deuxième album. Il coécrit des chansons diverses pour des artistes britanniques et américains. Il commence à enregistrer le matériel pour son deuxième album en janvier 2014 avec Johnny Borrell du groupe rock britannique Razorlight. Cette même année, il reprend la chanson That's all de Genesis. 
En août 2014, Body Talk, une collaboration entre le duo Dimitri Vegas & Like Mike et Perretta fait ses débuts au festival de Tomorowland. La chanson écrite par Perretta est un énorme succès international avec plus de 1 650 000 exemplaires vendus dans le monde. Elle est devenue un grand succès au Royaume-Uni, en Europe, en Amérique du Sud et en Asie. La chanson sortira en Amérique en 2015, sur le label Republic Records.
En décembre 2015, Perretta a publié le premier single de son deuxième album studio, Miracle, produit par Lost Frequencies. Le single a fait ses débuts sur la BBC Radio 1 au Royaume-Uni le 4 décembre 2015 et a reçu un accueil très positif. La chanson est entrée dans Itunes France au numéro 1, et dans le top 5 dans plus de 20 pays à travers le monde.
En juin 2016, il se produit pour la seconde fois sur la scène des 24 heures du Mans alors que sort son deuxième album, Karma.
En 2017 paraît un nouveau single, Private Dancer, avec Feder en featuring.
Un nouvel album est prévu pour 2018. Lors de la préparation de cet album, il s’affiche de nombreuses fois - sur son Instagram, en studio accompagné du chanteur belge Stromae.
Il revient sur la scène musicale en mai 2024 avec un single intitulé Save The Night.

## Discographie

### Albums studio
| Titre        | Album                                                                                 | Meilleures positions | Meilleures positions |
| Titre        | Album                                                                                 | Belgique- Wallonie   | France               |
| ------------ | ------------------------------------------------------------------------------------- | -------------------- | -------------------- |
| Stitch Me Up | - Date de sortie : 27 septembre 2010 - Label: Polydor - Formats: CD, digital download | 76                   | 30                   |
| Karma        | - Date de sortie : 17 juin 2016 - Label: Play On - Formats: CD, digital download      | —                    | 29                   |

### Singles
| Single                                                   | Année | Meilleure position | Meilleure position | Meilleure position | Meilleure position | Meilleure position | Meilleure position | Album        |
| Single                                                   | Année | ALL                | BE- FL             | BE- WAL            | FRA                | P-B                | SUI                | Album        |
| -------------------------------------------------------- | ----- | ------------------ | ------------------ | ------------------ | ------------------ | ------------------ | ------------------ | ------------ |
| Wonder Why                                               | 2010  | —                  | 82                 | 11                 | 8                  | 68                 | 64                 | Stitch Me Up |
| Stitch Me Up                                             | 2010  | —                  | —                  | 60                 | 81                 | —                  | —                  | Stitch Me Up |
| If I Ever Feel Better                                    | 2011  | —                  | —                  | 58                 | 82                 | —                  | —                  | Stitch Me Up |
| Generation X                                             | 2012  | —                  | —                  | 62                 | 159                | —                  | —                  | NC           |
| Naked                                                    | 2012  | —                  | —                  | 85                 | —                  | —                  | —                  | NC           |
| That's All (It's Just a Shame)                           | 2013  | —                  | —                  | —                  | —                  | —                  | —                  | NC           |
| Wildfire                                                 | 2014  | —                  | —                  | 59                 | 82                 | —                  | —                  | NC           |
| Miracle (en)                                             | 2016  | 19                 | 21                 | 5                  | 5                  | —                  | 13                 | Karma        |
| I Cry                                                    | 2016  | —                  | —                  | 55                 | 19                 | —                  | —                  | Karma        |
| "—" signifie que le titre n'est pas classé dans le pays. |       |                    |                    |                    |                    |                    |                    |              |

### Vidéoclips
| année | titre                 | production       |
| ----- | --------------------- | ---------------- |
| 2010  | Wonder Why            | David Yarvoroski |
| 2010  | Stitch Me Up          | JCT              |
| 2011  | Ride my star          |                  |
| 2011  | If I Ever Feel Better | David Yarvoroski |
| 2013  | That's All            |                  |
| 2013  | All I Need            |                  |
| 2014  | Wildfire              |                  |
| 2015  | Cheap sunglasses      |                  |
| 2015  | Miracle               | Lost Frequencies |
| 2016  | I Cry                 |                  |
| 2016  | Karma                 |                  |
| 2017  | Private Dancer        |                  |
| 2018  | On The Line           |                  |